# 格氏中喙鯨
格氏中喙鯨或哥氏中喙鯨（學名：Mesoplodon grayi）旧称格氏喙鲸，又称哥瑞氏中喙鯨、下跃喙鲸、南方喙鲸。其可能是最具群居性的中喙鯨，其擱淺發生頻率相當高，有時會有群體擱淺的情形，而牠們也是中喙鯨屬中人類研究最深入的一種。其通用俗名源自大英博物館的著名動物學學者，約翰·艾德華·蓋利（John Edward Gray）的姓氏。哥氏中喙鯨主要在南極洋出現。

## 基本資料
其他俗名：
- 英：Scamperdown Beaked Whale、New Zealand Scamperdown Beaked Whale、Southern Beaked Whale
- 法：MÉSOPLODON DE GRAY
- 西：BALLENA DE PICO DE GRAY、ZIFIO DE GRAY

出生時身長體重：約2.1-2.2m，體重未知
最大身長體重記錄：雄-5.7m、雌-5.3m以上；體重約1,100kg
壽命：未知

## 外形特徵
哥氏中喙鯨的體型中等而修長，背鰭小，約略呈鐮刀形。牠們有顯著的長而尖銳的嘴喙，嘴部曲線相當筆直。額隆在噴氣孔前方略微凸起，至嘴喙的傾斜度較平滑。哥氏中喙鯨在中喙鯨屬中相當特別，成鯨無論雌雄在上顎皆有17-22對小牙齒，大致由下顎大牙齒的相對位置開始往後方排列，這些牙齒的長度通常僅數公釐，且根部未連接下顎骨。根據此項特點，曾有科學家建議將牠們獨立為1新屬Oulodon。成年雄鯨下顎有2顆中小型的牙齒，外露的部分呈三角形，其位置約在尖端後方20-24公分處，略微往前傾斜。
整體而言，其背部呈暗灰色而腹面為淺灰色，胸鰭的顏色很深。成年雄鯨渾身皆為深灰色，但下顎是顯眼的白色；成年雌鯨背部顏色較成年雄鯨略淺，下顎為淺灰色至白色。在肚臍、生殖裂、肛門、乳裂周圍有白色斑塊。成年雄鯨身上有許多白色長條傷痕與白色小而圓的斑點。

## 分布
哥氏中喙鯨廣泛分布於南半球溫帶水域，主要在南緯30度至45度之間。擱淺曾在智利、阿根廷、福克蘭群島、南非、澳洲、紐西蘭與查塔姆群岛等地發現，尤以紐西蘭為甚。在馬達加斯加南部、東部外海，以及南極洲附近海域皆有已證實的目擊記錄。在荷蘭曾有1次擱淺記錄，但一般認為是迷途而非其正常分布範圍。

## 習性、生殖、食性
哥氏中喙鯨有時會大量地集體擱淺。1874年，在查塔姆群岛發現28頭個體集體擱淺，由此記錄顯示牠們可能有比一般中喙鯨大得多的族群。在查塔姆群岛另外曾有過8頭集體擱淺的記錄，而5至6頭的群體擱淺也曾在馬達加斯加的東南部海岸發現。關於哥氏中喙鯨上顎小牙齒的功能不明，部分學者推測可能有輔助抓取獵物的功能，不過一般認為牠們專吃魷魚，可能以吮吸的方式來捕捉獵物。其生殖狀況所知極少。

## 現狀
由高擱淺頻率與集體擱淺的群體大小推斷，哥氏中喙鯨的數量可能相當地多。沒有證據顯示牠們曾遭蓄意獵捕或經常因漁網纏繞而死。